# ᆝ와 ᆢ
ᆝ(이아래아, 아래야)와 ᆢ(쌍아래아)는 [j] 소리와 ㆍ 소리가 이어지는 발음을 표기하기 위한 낱자이다. ᆝ는 ㅣ와 ㆍ가 합쳐진 낱자이고 ᆢ는 ㆍ가 둘 합쳐진 것이다.

## 역사
훈민정음에는 ᅟᆝ라는 글자가 등장하지 않지만, 훈민정음 해례본에는 ᅟᆝ를 방언이나 어린아이의 말을 표기하기 위한 것으로 소개하고 있다.

ㆍㅡ起ㅣ聲，於國語無用。兒童之言，邊野之語，或有之，當合二字而用，如ᄀᆝᄀᆜ之類，其先縱後橫，與他不同。
ㆍ나 ㅡ가 ㅣ에서 일어난 소리는 우리나라 말에서 쓰임이 없다. 어린이 말이나 시골 말에 간혹 있기도 하니 마땅히 두 글자를 어울려 쓸 것인데 ᄀᆝ나 ᄀᆜ와 같으며, 세로가 먼저 오고 가로가 나중에 온다는 점이 그 반대(ㅢ)와는 다르다.

훈민정음 제정 당시 ㆍ의 음가는 불분명하나, 일반적인 견해 중 하나에 따라 [ʌ]라고 보면 ᆝ의 음가는 [jʌ]가 되어야 할 것이다.

### ᆢ의 제안
신경준은 〈운해훈민정음〉(1750년)에서 같은 발음을 표기하기 위한 글자로 ᆢ(쌍아래아)를 제시하였다.
이후 1940년 훈민정음 해례본이 발견되면서 실제로는 ᅟᆝ라는 표기가 있었음이 알려졌다.

## 현재
제주 방언에는 [j]와 ㆍ[ɒ]의 합음 [jɒ]가 존재하는데, 이 발음을 표기할 때에는 전통적으로 ᆢ(쌍아래아)를 쓴다.

## 코드 값
| 종류                  | 글자   | 유니코드 | HTML     |
| --------------------- | ------ | -------- | -------- |
| 한글 호환 자모 영역   | (없음) | (없음)   | (없음)   |
| 한글 자모 영역        | ᅟᆝ     | U+119D   | &#4509;  |
| 한양 사용자 정의 영역 |     | U+F85D   | &#63581; |
| 반각                  | (없음) | (없음)   | (없음)   |

| 종류                  | 글자   | 유니코드 | HTML     |
| --------------------- | ------ | -------- | -------- |
| 한글 호환 자모 영역   | (없음) | (없음)   | (없음)   |
| 한글 자모 영역        | ᅟᆢ     | U+11A2   | &#4514;  |
| 한양 사용자 정의 영역 |     | U+F864   | &#63588; |
| 반각                  | (없음) | (없음)   | (없음)   |

## 같이 보기
- ᆜ와 ᆖ